# Vuelta a Baviera

La Vuelta a Baviera (oficialmente: Bayern Rundfahrt) fue una carrera ciclista por etapas que disputada anualmente en el mes de mayo, en la región alemana de Baviera. Fue la carrera ciclista más importante de Alemania tras la desaparición de la Vuelta a Alemania en 2009, y la única de varios días que se disputa en dicho país tras la desaparición de la Vuelta a Sajonia en 2010 (también existe el Tour de Berlín pero es una carrera limitada a corredores sub-23).

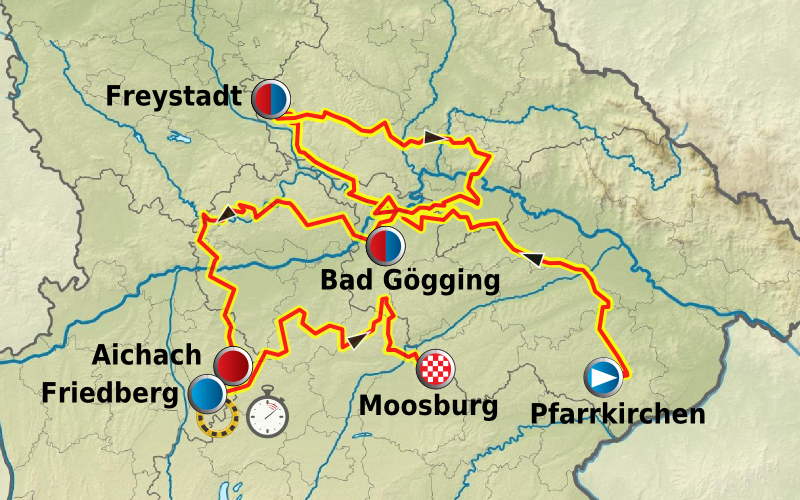
Recorrido de la Vuelta a Baviera 2011.

Fue creada en 1980 no fue hasta 1989 cuando se abrió su disputa a los corredores profesionales. Desde la creación de los Circuitos Continentales UCI en 2005 forma parte de la UCI Europe Tour en la categoría 2.HC hasta su última edición en 2015.

## Palmarés profesional
| Año  | Ganador               | Segundo              | Tercero            |
| ---- | --------------------- | -------------------- | ------------------ |
| 1989 | Kai Hundertmarck      | Koen Van Rooy        | Hans Knauer        |
| 1990 | Jörg Paffrath         | Lubos Lom            | Eddy Seigneur      |
| 1991 | Brian Walton          | Lutz Lehmann         | Thomas Fleischer   |
| 1992 | Jacques Jolidon       | Willy Willems        | Dirk Schiffner     |
| 1993 | Alexander Kastenhuber | Jens Zemke           | Daniel Lanz        |
| 1994 | Pavel Padrnos         | Jimmi Madsen         | Thomas Liese       |
| 1995 | Timo Scholz           | Volker Ordowski      | Arnaud August      |
| 1996 | Uwe Peschel           | Michael Rich         | Andreas Walzer     |
| 1997 | Christian Henn        | Bert Dietz           | Arnaud Pretot      |
| 1998 | Steffen Kjaergaard    | Axel Merckx          | Daniel Atienza     |
| 1999 | Rolf Aldag            | Sven Gaute Hölestöl  | Torsten Schmidt    |
| 2000 | Jens Voigt            | Michael Rich         | Tobias Steinhauser |
| 2001 | Jens Voigt            | Rolf Aldag           | Artour Babaitsev   |
| 2002 | Michael Rich          | Jens Voigt           | Yuriy Krivtsov     |
| 2003 | Michael Rich          | Patrik Sinkewitz     | Thomas Liese       |
| 2004 | Jens Voigt            | Andreas Klöden       | Tomasz Brożyna     |
| 2005 | Michael Rich          | Alexandre Vinokourov | Linus Gerdemann    |
| 2006 | José Alberto Martínez | Beat Zberg           | Luke Roberts       |
| 2007 | Stefan Schumacher     | Bert Grabsch         | Jens Voigt         |
| 2008 | Christian Knees       | Andreas Dietziker    | Niki Terpstra      |
| 2009 | Linus Gerdemann       | Maxime Monfort       | David Le Lay       |
| 2010 | Maxime Monfort        | Adriano Malori       | Simon Špilak       |
| 2011 | Geraint Thomas        | Nicki Sørensen       | Michael Albasini   |
| 2012 | Michael Rogers        | Jérôme Coppel        | Vladimir Gusev     |
| 2013 | Adriano Malori        | Geraint Thomas       | Jan Bárta          |
| 2014 | Geraint Thomas        | Mathias Frank        | Vasil Kirienka     |
| 2015 | Alex Dowsett          | Tiago Machado        | Jan Bárta          |

## Palmarés por países profesional
| País            | Victorias |
| --------------- | --------- |
| Alemania        | 16        |
| Reino Unido     | 3         |
| Canadá          | 1         |
| España          | 1         |
| Noruega         | 1         |
| República Checa | 1         |
| Suiza           | 1         |
| Bélgica         | 1         |
| Italia          | 1         |